# Wilhelm der Ältere (Wittgenstein)

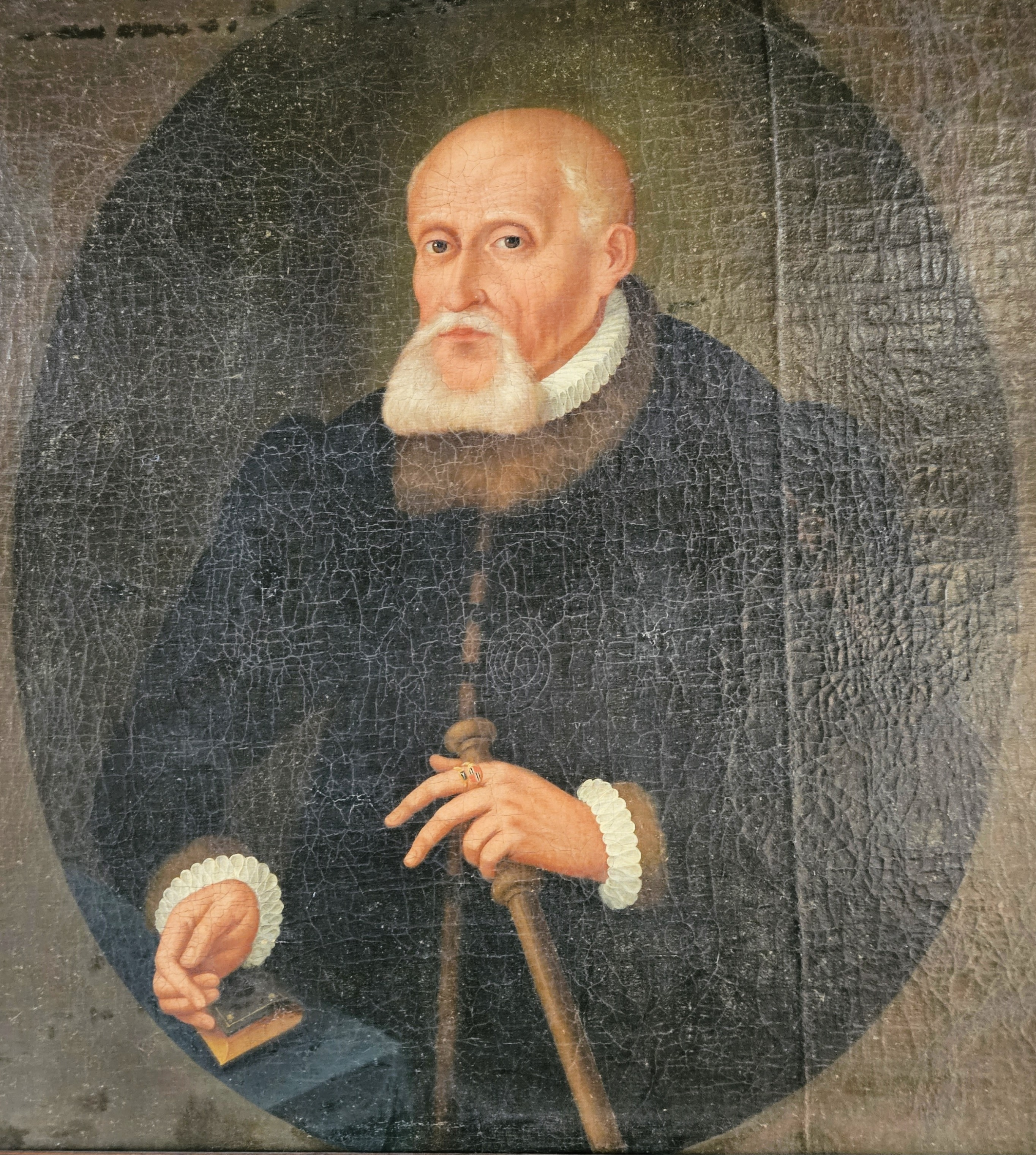
Wilhelm von Sayn, Graf zu Wittgenstein, Ölporträt, unbek. Maler, ca. 1565. Provenienz: Schloss Berleburg.

Wilhelm der Ältere von Sayn, Graf zu Wittgenstein (* 24. August 1488 auf Burg Homburg bei Nümbrecht; † 18. April 1570 auf Schloss Wittgenstein) regierte ab 1509 bis 1551 den südlichen Teil der Grafschaft Wittgenstein am Oberlauf der Lahn um die Stadt Laasphe herum. 1551 bis 1558 regierte er zusammen mit seinem Sohn Wilhelm dem Jüngeren beide Teile der Grafschaft und führte damals die Reformation ein.

## Leben

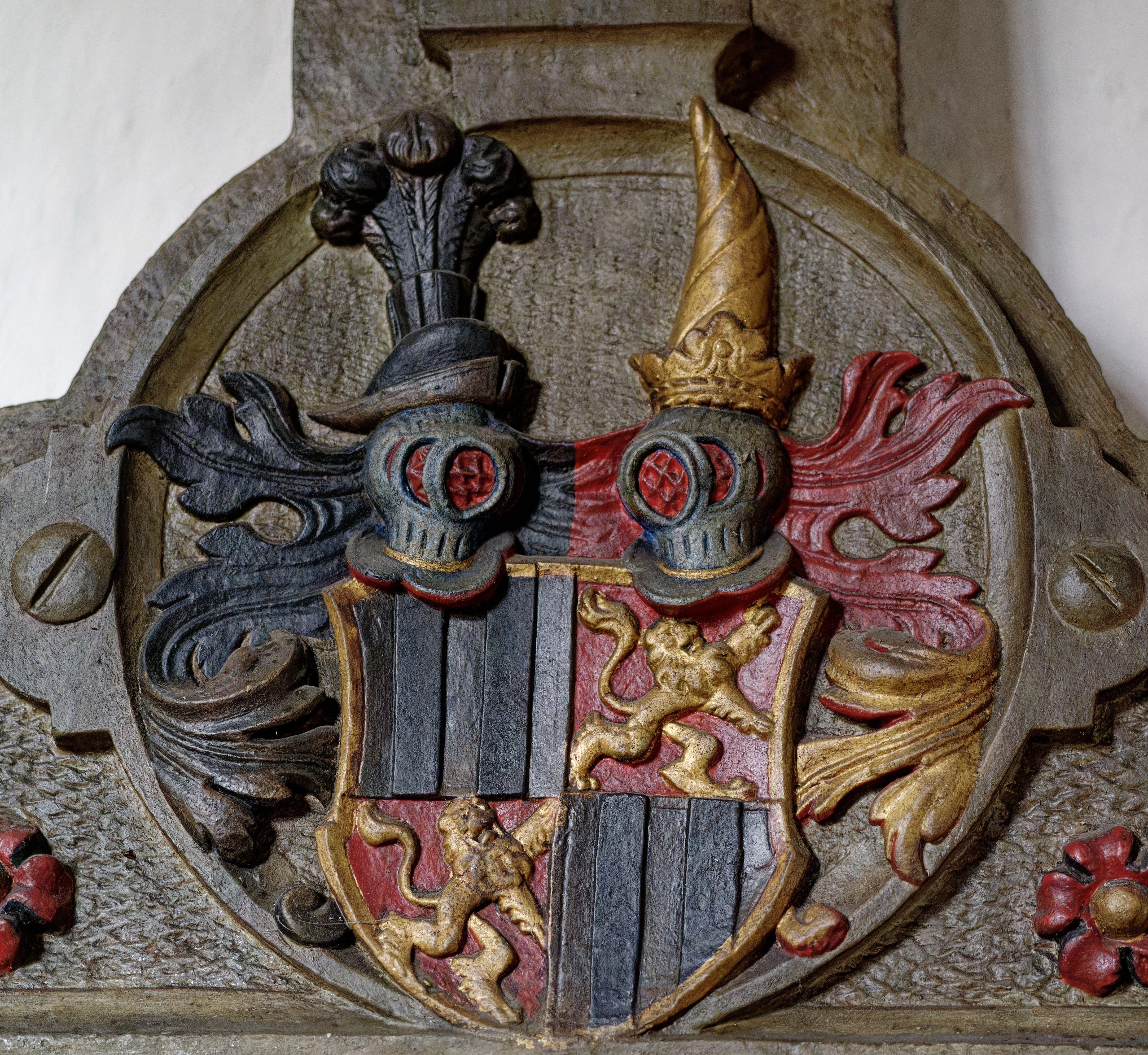
Wappen des Wilhelm des Älteren von Sayn-Wittgenstein auf seinem Epitaph

Wilhelm der Ältere war der älteste Sohn von Eberhard von Sayn, Graf zu Wittgenstein (1425–1494) und der Margarete von Rodemachern (* um 1450; † 1509 Schloss Berleburg) und wurde 1488 auf Burg Homburg geboren, die seine Familie zur Hälfte als Lehen eines älteren Familienzweigs besaß. Sein Taufpate war Herzog Wilhelm III. von Jülich-Berg. Wichtiger Besitz der Familie war die Grafschaft Wittgenstein, die 1493 hessisches Lehen wurde und die Herrschaft Vallendar als kurtrierisches Lehen. Weiterhin besaß man einen Teil der Herrschaft Homburg, die grundsätzlich vom Reich lehenbar war.
Da Wilhelms Vater schon 1494 verstarb, wurde der Besitz der Familie (vor allem die Grafschaft Wittgenstein und der Anteil an der Herrschaft Homburg) bis 1509 von dessen Witwe Margarete verwaltet, die gegen Ende ihres Lebens auf ihrem Witwensitz Schloss Berleburg wohnte. Trotzdem wurden schon die minderjährigen Söhne Wilhelm und Johann 1495 durch Landgraf Wilhelm von Hessen mit der Grafschaft Wittgenstein belehnt, und der Erzbischof von Trier belehnte Wilhelm mit der Grafschaft Vallendar. 1497 erhielt Wilhelm zudem von der Johannes-Linie der Grafen von Sayn die Hälfte der Herrschaft Homburg als Lehen.
Wilhelm studierte um 1505 zur Zeit des aus Laasphe stammenden Erfurter Weihbischofs Johannes Bonemilch einige Zeit an der Universität Erfurt unter der Aufsicht des Famulus Gotfried von Wittgenstein.
In der Folgezeit einigten sich die beiden Brüder Wilhelm und Johann VII. in einen langwierigen Prozess über die Bedingungen der Regierung der in vier Ämter unterteilten Grafschaft Wittgenstein. Während Wilhelm den südlichen Teil der Grafschaft Wittgenstein mit der Stadt Laasphe und dem Stammsitz Schloss Wittgenstein und die politische Vertretung des übernahm, fiel Johann der nördliche Teil mit der Stadt Berleburg und dem dortigen Jagdschloss zu, wo er eine eigene „Herrlichkeit“ (eine Art Untergrafschaft) einrichtete. Als die Stadt Laasphe 1506 abbrannte, erließen Margarete und Wilhelm gemeinsam der Bürgerschaft für 10 Jahre die Abgaben.
1516 ließ sich Wilhelm in die Bruderschaft der Zisterzienser von Altenberg aufnehmen.

Wappen der Johannetta von Isenburg-Grenzau auf dem Laaspher Epitaph 1570

1522 vermählte sich Wilhelm mit Johannette von Isenburg-Grenzau.
Nach dem erbenlosen Tode seines Bruders Johann 1551 in Berleburg fiel die gesamte Grafschaft Wittgenstein an Wilhelm. Gräfin Johannette hatte sich schon zuvor für Ideen der Reformation interessiert. Nun trieben Wilhelm und Johannette die Reformation in der Gesamtgrafschaft voran. Erster Pastor der neuen Orientierung wurde in Laasphe Dr. Nikolaus Zell (Cellius), der in dieser Funktion und ab 1563 zusätzlich als Superintendent bis 1564 wirkte. Zell konnte mit dem neuen, ebenfalls reformatorisch geprägten Pastor von Raumland, Magister Paul Asphe zusammenarbeiten. Am 4. November 1555 erließ Graf Wilhelm eine im Wesentlichen von den beiden Reformatoren ausgearbeitete Kirchenordnung, der eine ältere, nicht überlieferte und undatierbare vorausgegangen war, vielleicht aus der Zeit um 1551. Bekannt gegeben wurde die neue Ordnung von dem Kaiserlichen Rat und Notar Johannes Dreusch und Graf Wilhelms Sekretär Bartholomäus Wehn. Unterschrieben ist sie von den Pastoren: Nikolaus Zell zu Laasphe, Hermann Schmalz zu Berleburg, Johannes Kuno zu Feudingen, Johannes Kirstein zu Elsoff, Matthias Sartorius zu Arfeld, Johannes Leidensius zu Wingeshausen, Paul Asphe zu Raumland, Johannes Gudanus zu Girkhausen, Joachim Krugh (Urceus) zu Erntebrück und von den Schulmeistern Jacob Meck zu Berleburg und Valentinus Dillburgk zu Laasphe. Der zweite Pfarrer zu Laasphe, Balthasar Kleinhenn, war abwesend.
1553 betraute Wilhelm seinen ältesten Sohn und vorgesehenen Erben Wilhelm den Jüngeren mit der Verwaltung des Nordteiles der Grafschaft Wittgenstein. Als dieser überraschend 1558 in Brüssel starb, übergab Wilhelm der Ältere die gesamte Regierung dem jüngeren Sohn Ludwig dem Älteren. Dieser verlegte seine Residenz nach Berleburg, wo er das durch seinen verstorbenen Bruder bereits erweiterte alte Jagdschloss weiter ausbaute.

Epitaph Wilhelm des Älteren von Sayn-Wittgenstein und der Johannetta von Isenburg-Grenzau in der Stadtkirche von Bad Laasphe (1570)

Wilhelms Ehefrau Johannette starb 1563 auf Schloss Berleburg, und 1570 verstarb auch Wilhelm der Ältere auf Schloss Wittgenstein. Beide wurden in der Kirche von Laasphe beigesetzt, wo sie ein noch erhaltenes Epitaph erhielten.

## Nachkommen
Wilhelm I. hatte aus seiner Ehe mit Johannette von Isenburg-Grenzau (* um 1500; † 8. August 1563 auf Schloss Berleburg) folgende legitime Tochter und Söhne:
- Margaretha, Gräfin von Sayn zu Wittgenstein (* 1526; † 1527)
- Wilhelm der Jüngere, Graf von Sayn zu Wittgenstein (* 1527; † 1558 in Brüssel)
- Bernhard, Graf von Sayn zu Wittgenstein (* 1530; † 1549 in Paris)
- Philipp Reinhard, Graf von Sayn zu Wittgenstein (* 1531; † 1532)
- Ludwig I. (der Ältere), Graf von Sayn zu Wittgenstein (* 1532; † 1605)
- Georg, Graf von Sayn zu Wittgenstein
- Jutta (Guda), Gräfin von Sayn zu Wittgenstein (* 1535; † 1612), verheiratet mit Philipp II, von Winnenburg-Beilstein (* 1538; † 1600)

Zudem hatte Wilhelm der Ältere zwei uneheliche Kinder:
- Alexander Wittgenstein (Schultheis in Biedenkopf 1548–1558) (* um 1520; † vor 5.11.1571). Verheiratet mit Anna Bonacker.[10]
- Elisabeth Wittgenstein (* um 1520; † 1584). Verheiratet mit I. Johann von Herbertshausen gen. Boltz (um 1550); II. Hermann Pinziger (1559); III. Balthasar von Weitershausen (um 1577).[11]

## Archivalien
Zu Wilhelm dem Älteren von Wittgenstein existiert eine reiche archivalische Überlieferung. Zugang Vereinigte Westfälische Adelsarchive e.V., Archiv Schloss Berleburg (BA). Die Regesten sind online zugänglich über das Portal des Landesarchiv Nordrhein-Westfalen.
Ausgewählte Urkunden:
- Wilhelm, Landgraf zu Hessen, belehnt den Grafen Wilhelm und dessen Bruders, des Grafen Eberhard von Wittgenstein, Söhne, mit der Grafschaft Wittgenstein. (BA Ber.Uk – 1256) 1495 Juli 04.
- Abschriften einiger Vergleiche zwischen Wilhelm und Johann Grafen zu Sayn-Wittgenstein (BA Ber.A / Akten A (Altes Archiv), Nr. F 5) nach 1510.
- Inventarium der Gold- und Silbergeschirre, welche sich nach Ableben der Gräfin Margaretha auf dem Schloß Wittgenstein befunden (BA Ber.Uk – 1430) 1509 Juni 29.
- Bescheinigung über den Versatz eines goldenen, mit Diamanten und Perlen besetzten Halsbandes des Grafen Wilhelm zu Wittgenstein an den Juden Simon zu Boppard für 70 Goldgulden. (BA Ber.Uk – 1453), 1511 Oktober 21.
- Vergleich der Brüder Johann und Wilhelm, Grafen zu Wittgenstein, abgeschlossen zu Marburg vor der Landgräfin von Hessen. (BA Ber.Uk – 1498), 1516 November 24.
- Förmlicher Heiratsvertrag des Grafen Wilhelm von Wittgenstein mit Johanna, Tochter Salentins, Herrn von Ysenburg und Neumagen, und dessen Frau Elisabeth von Hunolstein. (BA Ber.Uk – 1549) 1522 November 20.
- Philipp Landgraf zu Hessen fordert den Grafen Wilhelm zu Wittgenstein auf, zu Marburg zu erscheinen, um mit ihm zum Reichstag zu gehen. (BA Ber.Uk – 1544), 1521 Dezember 27.
- Vertrag Wilhelms des Älteren, Grafen zu Wittgenstein mit seinen Kindern Wilhelm, Georg, Ludwig und Guda über die Erbfolge resp. Abfindung. Eigenhändige Unterschriften des Grafen Wilhelm und seiner drei Söhne. Mit dem großen Siegel des Grafen Wilhelms von Nassau und 2 Wittgensteinschen Siegeln (BA Ber.Uk – 1855), 1553 November 01-